# Unbreakable (musikalbum)
Unbreakable är den tyska rockgruppen Scorpions femtonde studioalbum, utgivet 2004. På det här albumet återvänder Scorpions till sin ursprungliga, mer hårda musikstil efter många konceptalbum och experimenterande med olika stilar.

## Låtlista
1. "New Generation" (Schenker, Meine) – 5:51
2. "Love 'em Or Leave 'em" (Schenker, Kottak, Meine) – 4:04
3. "Deep And Dark" (Jabs, Meine) – 3:39
4. "Borderline" (Schenker, Meine) – 4:53
5. "Blood Too Hot" (Schenker, Meine) – 4:16
6. "Maybe I Maybe You" (Anoushiravan Rohani, Meine) – 3:32
7. "Someday Is Now" (Schenker, Kottak) – 3:25
8. "My City My Town" (Meine) – 4:55
9. "Through My Eyes" (Schenker, Meine) – 5:23
10. "Can You Feel It" (Kottak, Meine) – 3:49
11. "This Time" (Jabs) – 3:36
12. "She Said" (Kolonovits, Meine) – 4:42
13. "Remember The Good Times (Retro Garage Mix)" (Schenker, Bazilian, Meine) – 4:24